# التهاب الدرقية الحاد المعدي
التهاب الدرقية الحاد المعدي (بالإنجليزية: Acute infectious thyroiditis)‏ المعروف أيضاً باسم التهاب الدرقية القيحي (بالإنجليزية: Suppurative thyroiditis)‏ أو التهاب الدرقية المِكْروبيّ (بالإنجليزية: Microbial inflammatory thyroiditis)‏ أو التهاب الدرقية المُولّد للحمى (بالإنجليزية: Pyrogenic thyroiditis)‏ أو التهاب الغدة الدرقية البكتيري (بالإنجليزية: Bacterial thyroiditis)‏.
عادة ما تكون الغدة الدرقية شديدة المقاومة للعدوى بسبب وجود كمية عالية نسبياً من اليود في الأنسجة، فضلاً عن التروية الدموية والنزح اللمفاوي الغزيران في المنطقة، لذا من الصعب على المِمْراضات إصابة أنسجة الغدة الدرقية. على الرغم من كل هذا، فإن وجود ناسور من الجيب الكمثري قد يجعل الفص الأيسر من الغدة الدرقية عرضة للعدوى وتشكل الخراج. غالباً ما يكون سبب التهاب الدرقية الحاد المعدي هو عدوى بكتيرية ولكن يمكن أن يكون عدوى فطرية أو طفيلية، وغالباً ما يحدث عند شخص مثبط مناعياً.

## الأعراض والعلامات
في معظم الحالات، يتميز التهاب الدرقية الحاد المعدي بألم، قساوة، مضض، احمرار، و تورم في الجزء الأمامي من الرقبة. يصاب المرضى أيضاً بحمى مفاجئة، عسر البلع، وبحة الصوت. قد تستمر الأعراض من يوم إلى 180 يوماً، وتستمر معظم الأعراض وسطياً حوالي 18 يوماً. تتمثل المشكلة الرئيسية في تمييز التهاب الدرقية الحاد المعدي عن الأشكال الأخرى الأكثر شيوعاً لأمراض الغدة الدرقية. غالباً ما يكون الألم، الحمى، والتورم أكثر حدة ويستمر في التفاقم لدى المصابين بالتهاب الدرقية الحاد المعدي مقارنة بأولئك الذين يعانون من أمراض الغدة الدرقية الأخرى.

## الأسباب
على الرغم من أن الغدة الدرقية شديدة المقاومة للعدوى، إلا أنها لا تزال عرضة للإصابة بالبكتيريا المختلفة. يمكن أن يكون السبب تقريباً أي بكتيريا. تعد المكورات العنقودية الذهبية، المكورات العقدية المقيحة، المكورات العنقودية البشروية، والعقدية الرئوية بالترتيب التنازلي هي العضيات الأكثر شيوعاً التي عُزلت من حالات التهاب الدرقية الحاد عند الأطفال. العضيات الهوائية الأخرى هي كليبسيلا، المستدمية النزلية، العقديات المخضرة، الأيكينيلة الأكَّالة، الأمعائيات، والسالمونيلا. يحدث التهاب الدرقية الحاد المعدي بشكل أكثر شيوعاً في المرضى الذين يعانون من أمراض درقية سابقاً مثل التهاب الغدة الدرقية لهاشيموتو أو سرطان الغدة الدرقية. السبب الأكثر شيوعاً للعدوى عند الأطفال هو عيب خلقي مثل ناسور الجيب الكمثري. في معظم الحالات، تنشأ العدوى في الجيب الكمثري وتنتشر إلى الغدة الدرقية عبر الناسور. في العديد من الحالات المبلغ عنها من التهاب الدرقية الحاد المعدي، تحدث العدوى بعد إنتان في الجهاز التنفسي العلوي. وجدت إحدى الدراسات أنه من بين الحالات المبلغ عنها من التهاب الدرقية الحاد المعدي، حدثت 66% من الحالات بعد مرض حاد في الجهاز التنفسي العلوي. على الرغم من أن معدلات الإصابة بالتهاب الدرقية الحاد المعدي لا تزال منخفضة للغاية، إلا أنها آخذة بالارتفاع في السنوات الأخيرة بسبب ارتفاع عدد المرضى الذين يعانون من ضعف المناعة. الأسباب الأخرى لالتهاب الدرقية الحاد المعدي ترجع عادة إلى التلوث من مصدر خارجي (مثل: رشف بالإبرة الدقيقة بشكل متكرر، انثقاب المريء، العدوى الموضعية).

## التشخيص
غالباً ما يخضع المرضى المشتبه إصابتهم بالتهاب الدرقية الحاد المعدي لعد دموي شامل للكشف عن ارتفاع تعداد كريات الدم البيضاء بالإضافة إلى فحص الغدة الدرقية بواسطة الموجات فوق الصوتية للكشف عن التورم أحادي الفص. اعتماداً على العمر والحالة المناعية للمريض، يمكن إجراء المزيد من الإجراءات الغازية مثل رشف بالإبرة الدقيقة لتسهيل التشخيص. في الحالات التي يُعتقد أن العدوى مرتبطة بناسور جيبي، غالباً ما يكون من الضروري تأكيد وجود الناسور من خلال الجراحة أو تنظير الحنجرة. في حين أن الإجراءات الغازية يمكن أن توضح بشكل قاطع ما إذا كان الناسور موجوداً أم لا، تعمل الدراسات الجديدة على استخدام التصوير المقطعي المحوسب كطريقة مفيدة لتصوير واكتشاف وجود ناسور جيبي.

### الاختبارات التشخيصية
- عادة ما تكون وظائف الغدة الدرقية بما في ذلك TSH وT4 وT3 طبيعية[11]
- غالباً ما يُظهر الفحص بالموجات فوق الصوتية وجود خراج أو تورم في الغدة الدرقية
- يكون مسح الغاليوم إيجابياً
- يمكن للتصوير مع ابتلاع الباريوم إظهار ناسور يصل بين الجيب الكمثري والفص الأيسر للدرق
- ارتفاع عدد كريات الدم البيضاء[2]
- ارتفاع معدل ترسب كربات الدم الحمراء[2]
- الرشف بالإبرة الدقيقة

### الأنواع الفرعية لالتهاب الغدة الدرقية
| الأنواع الفرعية | الأسباب             |
| --- | ------------------- |
| التهاب الغدة الدرقية هاشيموتو، التهاب الدرقية اللمفاوي المزمن، التهاب الدرقية المناعي الذاتي المزمن، دراق غُدَّانِيٌّ لمفي                                                   | المناعة الذاتية     |
| التهاب الدرقية اللمفاوي تحت الحاد، التهاب الدرقية التالي للوضع، التهاب الدرقية غير المؤلم الفردي، التهاب الدرقية الصامت الفردي                                         | المناعة الذاتية     |
| التهاب الدرقية الحاد المعدي، التهاب الدرقية الجرثومي، التهاب الدرقية القيحي، التهاب الدرقية المولد للحمى، التهاب الدرقية البكتيري                                      | جرثومي، طفيلي، فطري |
| التهاب الغدة الدرقية لدي كيرفان، التهاب الدرقية الحبيبي تحت الحاد، التهاب الدرقية ذو الخلايا العملاقة، التهاب الدرقية الحبيبي الكاذب، التهاب الدرقية تحت الحاد المؤلم، | الفيروسية           |
| التهاب الغدة الدرقية لريدل، سلعة ريدل، التهاب الدرقية الليفي الغازي | غير معروف           |

## العلاج

### العلاج الدوائي
يشمل علاج التهاب الدرقية الحاد المعدي استخدام المضادات الحيوية. يُحدد العلاج المناسب بالمضادات الحيوية بناءً على المتعضي المعزول في الفحص المجهري لرشافة الإبرة الدقيقة المصبوغة. في حالة الإنتان الشديد، فإن المضادات الحيوية الجهازية ضرورية. يوفر العلاج التخبري بمضادات حيوية واسعة الطيف تغطية أولية لمجموعة متنوعة من البكتيريا، بما في ذلك العنقوديات المذهبة والعقديات المقيحة. تشمل الخيارات العلاجية البنسلينات المقاومة للبنسليناز (على سبيل المثال: كلوكساسيللين، ديكلوكساسيللين) أو مزيج من البنسلين ومثبط بيتا لاكتاماز. في المرضى الذين يعانون من حساسية من البنسلين، يمكن وصف الكليندامايسين أو الماكروليد. غالبية الكائنات اللاهوائية المشاركة في التهاب الدرقية الحاد المعدي حساسة للبنسلين. ولكن أظهر بعض المرضى الذين خضعوا لعلاج بالبنسلين حديثاَ زيادة في البكتيريا المنتجة للبيتا لاكتاماز (اللاهوائية والهوائية). مثال ذلك، أظهرت بعض العصيات سلبية الغرام (على سبيل المثال: بريفوتيلا وبكتيريا مغزلية) مقاومة متزايدة بسبب إنتاج بيتا لاكتاماز. يوصى في هذه الحالات باستخدام كليندامايسين أو مزيج من ميترونيدازول وماكرولايد أو بنسلين مع مثبط بيتا لاكتاماز. يمكن علاج التهاب الغدة الدرقية الفطري بالأمفوتريسين ب والفلوكونازول.

### العلاج الجراحي
يمنع العلاج المبكر للالتهاب الدرقية الحاد المعدي من حدوث المزيد من المضاعفات. ومع ذلك، في حال عدم شفاء الإنتان على الرغم من العلاج بالمضادات الحيوية، فيجب إجراء تصريف جراحي. تشمل الأعراض أو المؤشرات التي تتطلب التصريف استمرار الحمى وارتفاع عدد خلايا الدم البيضاء واستمرار ظهور علامات الالتهاب الموضعي. يعتمد إجراء التصريف أيضاً على الفحص السريري أو نتائج الموجات فوق الصوتية/ الأشعة المقطعية التي تشير إلى وجود خراج أو تكوين غاز. كذلك يتضمن علاج التهاب الدرقية الحاد المعدي الاستئصال الجراحي للناسور، غالباً ما يكون هذا العلاج هو الخيار الموصى به للأطفال. ومع ذلك، في حالات الإنتان المقاوم على المضادات الحيوية أو تطور أنسجة ميتة، يوصى باستئصال الفص. إذا تأخر التشخيص و/ أو العلاج، فقد يكون المرض قاتلاً.

## علم الأوبئة
التهاب الغدة الدرقية الحاد نادر جداً، حيث يمثل حوالي 0.1-0.7% فقط من جميع حالات التهاب الغدة الدرقية. تميل المستشفيات الكبيرة إلى رؤية حالتين فقط من التهاب الدرقية الحاد المعدي سنوياً. تم تشخيص التهاب الدرقية الحاد في الأطفال والشباب الذين تتراوح أعمارهم بين 20 و 40 عاماً. يبلغ معدل حدوث المرض لدى الأشخاص الذين تتراوح أعمارهم بين 20 و 40 عاماً حوالي 8% فقط بينما يصيب الأطفال بنسبة 92٪. من المرجح تساوي إصابة كل من الرجال والنساء بالمرض. إذا تُركت الحالة دون علاج، فهناك معدل وفيات بنسبة 12٪.